# Jiyuu e no Shoutai
Jiyuu e no Shoutai (自由への招待?, Jiyuu e no Shoutai) è un brano musicale del gruppo musicale giapponese de L'Arc~en~Ciel, pubblicato come primo singolo estratto dall'album Awake, il 2 giugno 2004. Il singolo ha raggiunto la prima posizione della classifica Oricon dei singoli più venduti in Giappone, rimanendo in classifica per tredici settimane e vendendo 215 134 copie. Il singolo è stato certificato disco di platino dalla RIAJ.

## Tracce
CD Singolo KSCL-921
1. Jiyuu e no Shoutai (自由への招待)
2. Jiyuu e no Shoutai (hydeless version) (自由への招待)
3. milky way
4. milky way (TETSU P'UNKless version)

Durata totale: 16:32

## Classifiche
| Classifica (2004) | Posizione più alta |
| ----------------- | ------------------ |
| Giappone (Oricon) | 1                  |